# نوک‌بزرگ کاج‌نشین
سهره نوک‌بزرگ کاج‌نشین (نام علمی: Pinicola enucleator) نام یک گونه از تیره سهره است.